# Дегтярьов Іван Іванович
Іван Іванович Дегтярьов (нар. 10 травня 1930, селище Бірюкове, тепер Криничне Довжанського району Луганської області — 8 червня 2008, місто Свердловськ, тепер Довжанськ Луганської області) — український радянський діяч, бригадир прохідників шахти «Маяк» виробничого об'єднання «Свердловантрацит» Луганської області. Герой Соціалістичної Праці (27.06.1966). Депутат Верховної Ради УРСР 7—9-го скликань.

## Біографія
Народився у селянській родині.
З 1947 року — учень токаря, токар центральних електромеханічних майстерень, у 1950 році — електрослюсар шахти № 5—5-біс у місті Свердловську Ворошиловградської області.
У 1950—1953 роках — служба у Радянській армії.
У 1953—1962 роках — електрослюсар, прохідник шахти № 66—67 «Маяк» комбінату «Свердловантрацит» Ворошиловградської області. З 1962 року — бригадир прохідників шахти № 66—67 «Маяк», потім — шахти «Довжанська-Капітальна» виробничого об'єднання «Свердловантрацит» Ворошиловградської області.
Закінчив заочно Ровеньківський гірничий технікум Луганської області.
Член КПРС з 1971 року.
Після виходу на пенсію був головою ради наставників, майстром виробничого навчання шахти «Довжанська-Капітальна».
Потім — на пенсії у місті Свердловську (нині Довжанськ) Луганської області.

## Нагороди
- Герой Соціалістичної Праці (27.06.1966)
- орден Леніна (27.06.1966)
- орден Трудового Червоного Прапора
- ордени
- медалі
- грамота Президії Верховної ради Української РСР
- почесний шахтар Української РСР